# اردوج
اردوج (به لاتین: Ördüc) یک منطقه مسکونی در جمهوری آذربایجان است که در شهرستان قوبا واقع شده‌است. اردوج ۲۰۰ نفر جمعیت دارد.